# セントヨゼフ女子学園高等学校・中学校
セントヨゼフ女子学園高等学校・中学校（セントヨゼフじょしがくえんこうとうがっこう・ちゅうがっこう）は、三重県津市半田にある私立中高一貫校。現在は三重県内で唯一の女子高校である。
中高一貫教育を行っているが、高校課程からの生徒募集もある。しかし2014年現在、高校課程からの入学者人数は少ない。
カトリック学校で女子校であり、5月にマリア祭、10月にウォーカソン、11月に追悼ミサ、12月に合唱コンクール、クリスマスページェントという行事がある。なお、ウォーカソンに関しては本来のものとは異なり、歩く距離によって契約した人から募金を募るという特有のシステムが存在する。合唱コンクールは聖歌、キャロルなどを歌う。クリスマスページェントは静劇で別に朗読者や合唱隊が存在する。
制服は公式サイトで確認が出来るが、緑の正装とそうでないチェックのスカートと二種類に分けられる。リボンは中学生は赤、高校生は茶（名称はゴールド）である。
夏服は中学生がギンガムチェックのワンピース、高校生は白のセーラーとなっており、上下真っ白の制服は全国でも珍しい。
私立ということもあり教員は卒業生が多い。
黄色のスクールバスが三台存在する。その他、三重交通バスが近鉄津新町駅からの直通バスを出している。自転車通学も可能だが、近鉄津新町駅からの自転車通学は禁止されている。
部活数は多くない。入学希望者で入りたい部活が決まっている場合存在するか確認が必要である。

## 沿革
- 1959年（昭和34年）4月 - 高校開校。
- 1961年（昭和36年）4月 - 中学校開校。
- 2013年（平成25年） - 入学試験改革を実施、今回に限り受験料を無料にする[1]。

## 出身者
- 太田磨理 - 現NHK津放送局アナウンサー、元NHK大津放送局アナウンサー
- 山村美智 - 女優、元フジテレビアナウンサー

## 最寄り駅
- 近畿日本鉄道名古屋線津新町駅
- 東海旅客鉄道紀勢本線阿漕駅